# ウィリアム・ジョーンズ (言語学者)
サー・ウィリアム・ジョーンズ（Sir William Jones、1746年9月28日 - 1794年4月27日）は、イギリスの裁判官、東洋学者、言語学者。イギリスによる初期のインド研究を担ったことで知られる。

## 生涯
1746年にロンドンのウェストミンスターに生まれた。父は円周率を表すのに初めてπを用いたことで有名な数学者のウィリアム・ジョーンズである。この父はジョーンズがおさない時に死亡し、母から教育を受けた。ハーロー校をへて、1764年にオックスフォード大学ユニヴァーシティ・カレッジに入学した。1765年から5年間、幼いジョージ・スペンサーの家庭教師として教えた。早くから語学に才能を示し、ラテン語やギリシャ語などヨーロッパの古典語を含む諸言語のほか、ヘブライ語、ペルシア語、アラビア語を学んだ。アラビア語はシリア人のミルザーを個人的に雇って学んだ。1768年に学士、1773年に修士の学位を得た。
東洋学者としてはデンマーク王クリスチャン8世からの依頼でナーディル・シャーの伝記をペルシア語からフランス語に翻訳した（1770年）のを皮ぎりに、ハーフィズなどの詩の翻訳や『ペルシア語文法』などの著作を出版した。1772年には王立学会のフェロー(FRS)に選ばれた。
しかし、その後は生活のために法律の職業を選び、1774年にミドル・テンプルの法廷弁護士の職についた。庶民院に立候補したが、アメリカとの戦争に反対したり奴隷制度に反対したことがリベラルすぎると考えられたために失敗した。ベンジャミン・フランクリンと交友関係があったことも問題にされた。法律家としての著作には『寄託法に関する小論』（1778年）が知られる。この間に東洋研究を止めたわけではなく、1783年にはイスラム化以前（いわゆるジャーヒリーヤ時代）のアラビア詩集『ムアッラカート』を翻訳している。
ジョーンズは1778年以来ベンガルの裁判所判事の職につくことを願っていた。当時のインドの裁判ではペルシア語が使われており、ペルシア語と法律の両方に通じたジョーンズに適した仕事であったが、やはり政治思想上の問題によりなかなか認められなかった。1783年にようやくナイトの爵位を贈られ、カルカッタ（コルカタ）にイギリス東インド会社の雇用による上級裁判所の判事として赴任した。翌1784年にベンガル・アジア協会を設立し、その後没するまで協会の会長であった。サンスクリットを学び、『マヌ法典』や『シャクンタラー』の翻訳を出版した。
1786年、サンスクリットが古典ギリシャ語やラテン語と共通の起源を有している可能性があることを指摘し、この研究成果は後に西欧社会に大きな反響を呼んだ。
1794年、カルカッタで死去した。

## 業績
- ジョーンズのもっともよく知られる業績は古代インドの言語と文化を西洋に紹介したことである。ジョーンズが1785年にサンスクリットを学んでから1794年に没するまでにはわずか9年しかなく、しかも裁判官としての公務の間に行った仕事であったにもかかわらず驚くべき量の業績をあげた。
- 没後の1799年に6巻からなる著作集、1801年にはさらに2巻の補遺が出版された。1804年にティンマス男爵（ジョン・ショア）による伝記（書簡や未公刊の文章を含む、2巻）が出版され、1807年には以上を含む新しい著作集（全13巻）が出版された。

### サンスクリット文学の紹介
ジョーンズはカーリダーサの『シャクンタラー』を『サコンタラ』の題で1789年に翻訳した。
- Sacontala; or, the Fatal Ring. London. (1792)

ゲオルク・フォルスターはジョーンズ訳の『サコンタラ』を1791年にドイツ語に重訳し、これがゲーテに影響を与えた。
ほかに『ヒトーパデーシャ』『ギータ・ゴーヴィンダ』『ヴェーダ』の一部を翻訳した。

### インド法の整備
ジョーンズはインドの法律の現体系を知る必要があるとして、当時行われていたヒンドゥー法とイスラム法のダイジェストを作る事業を1788年に開始した。この事業はジョーンズの生前に完成することができず、作業を引き継いだヘンリー・トーマス・コールブルックによって完成した。しかしジョーンズは『マヌの法典』とイスラムの相続法の著作を翻訳することができた。
- Institutes of Hindu Law: or, the Ordinances of Menu. Calcutta/London. (1796)
- Al Sirájiyyah: Or, the Mohammedan Law of Inheritance. Calcutta. (1792)

### 印欧語の類似の発見
ジョーンズは1786年2月2日カルカッタの学会で発表した"On the Hindus"「インド人について」の中で、サンスクリットについて以下のように述べた。
- “The Third Anniversary Discourse, Delivered 2 February 1786 (On the Hindus)”. Asiatick Researches 1:  415-431. (1806).（引用箇所はpp.422-423）

この箇所は講演全体のなかで特に重要な位置を占めておらず、またどのように類似しているのかという例は何も示されていない。ジョーンズ自身はその後もこの予想を実証しようとすることはなかった。にもかかわらず、後のインド・ヨーロッパ語族の比較言語学の発展を促すことになった発言としての歴史的な価値を持っている。
この講演は、ベンガル・アジア協会の会報として1789年にカルカッタで創刊された『アジア研究誌(Asiatick Researches)』に掲載され、はじめて一般の目にふれた。同誌は、ウィリアム・ジョーンズを含むイギリス東インド会社に雇用された学者らの研究成果をヨーロッパに伝えている。しかしジョーンズの推定が比較言語学という学問となって育ったのはイギリスではなく、19世紀のドイツにおいてであった。
なお、近代比較言語学のきっかけ自体は他に先例があり、有名なものではオランダ人の van Boxhorn (ドイツ語版)がペルシア語とオランダ語・ドイツ語・ラテン語・ギリシア語がひとつの祖語に由来すると言う説を1637年に述べ、後にサンスクリット・スラブ・バルト・ケルト語を加えた。フランス人神父クールドゥー(G.L.Coeurdoux)が1767年に、やはりインドでラテン語とサンスクリットの類似性を指摘しているが、これは宗教的な共通性を感じたというだけで、手紙自体は1808年に公開された。また印欧語以外ではジョーンズ以前にシャイノヴィチ・ヤーノシュによるハンガリー語とラップ語の比較（1770年）という先駆的な業績がある。

### チェスの歴史
ジョーンズは1790年に発表した「インドのチェスゲームについて」という論文で、シャトランジという語がサンスクリットのチャトランガ（軍隊を構成する象・馬・戦車・歩兵の4つの部隊）に起源することを述べた。チェスがインドに起源を持つという説はすでに17世紀にトーマス・ハイドによって述べられていたが、ハイドの時代にはサンスクリットは知られていなかったのでチャトランガにたどりつくことはできなかった。また、ジョーンズは4枚の王を持つダイスゲームとしてのチャトランガないしチャトゥーラージについても報告した。ジョーンズ本人は4人制のチャトランガを新しいものと考えたが、2人制と4人制のどちらが先に作られたかは後に多くの論争を引き起こした。
- “On the Indian Game of Chess”. Asiatick Researches 2:  159-165. (1799).

なお、ジョーンズは早くからチェスを好み、大学にはいる前の1763年にチェスの女神であるカイッサの詩を作っている。
- “Caissa: or, the Game at Chess. A Poem”. Poems, consisting chiefly of translations from the Asiatick Languages (2nd ed.). (1777) [1772]. pp. 123-142